# Proedros
Proedros (grecki: πρόεδρος, "prezydent") to bizantyjski tytuł przyznawany wysokiej rangi urzędnikom dworskim i kościelnym od około X do XII wieku. Tytuł był również nadawany kobietom, nazywano je wówczas proedrissa (προέδρισσα).

## Tytuł dworski
Pierwsza wzmianka o tytule pochodzi z X wieku. Został on po raz pierwszy nadany w latach 60. X wieku przez cesarza Nicefora II Fokasa a otrzymał go Bazyli Lekapen, eunuch z tytułem parakoimōmenosa. Proedros znajdował się dość wysoko w hierarchii dworskiej, zaraz po zostē patrikia a przed magistrosem. Był to wówczas najwyższy tytuł jaki mógł otrzymać na bizantyjskim dworze mężczyzna nie pochodzący z rodziny cesarskiej. Początkowo, do połowi XI wieku nadawano go tylko eunuchom i dbano o to aby nie otrzymywało go zbyt wiele osób. Od połowy XI stulecia zaczęto go przyznawać także arystokratom i to dosyć powszechnie. Posiadanie tytułu proedrosa było niezbędne aby obejmować wysokie urzędy, na przykład zostać przewodniczącym senatu (ὁ πρόεδρος τῆς συγκλήτου). W wyniku częstego nadawania tytułu stracił on na atrakcyjności i dwór cesarski wprowadził nowy tytuł prōtoproedros (πρωτοπρόεδρος) czyli "pierwszy proedros", aby rozróżnić w ten sposób bardziej zasłużonych i znaczniejszych dostojników.
Tytuł proedrosa, podobnie ja wiele innych, zanikł w czasie panowania Komnenenów, którzy stworzyli swoją hierarchię. Od końca XII wieku tytuł całkowicie znika ze źródeł
Według opisu Konstantyna VII Porfirogenety osoba nosząca tytuł proedrosa miała prawo do noszenia czerwonej tuniki, wyszywanej złotymi nićmi, pas inkrustowany drogimi kamieniami i biały płaszcz przecięty złotymi pasami, udekorowany liśćmi bluszczu.

## Tytuł kościelny
Mianem proedrosów określano często biskupów z racji faktu iż byli przywódcami lokalnego kleru. Czasem nazywano tak także metropolitów. W XIII wieku określenie to zmieniło znaczenie i było stosowane tylko w stosunku do biskupów którzy posiadali pod swoją jurysdykcją wakujące biskupstwa. Biskupi ci zarządzali wprawdzie daną diecezją jakby należała do nich ale nigdy nie uznawano ich oficjalnie.